# Lotononis corymbosa
Lotononis corymbosa är en ärtväxtart som beskrevs av George Bentham. Lotononis corymbosa ingår i släktet Lotononis och familjen ärtväxter. Inga underarter finns listade i Catalogue of Life.